# Treysaer Konferenz
Die Konferenz der evangelischen Kirchenführer 27.–31. August 1945 (genannt auch Treysaer Konferenz) war ein Treffen führender kirchlicher Vertreter und damit die erste Kirchenversammlung nach dem Ende des Zweiten Weltkrieges. Die Konferenz diente nicht nur als Rückblick und geistige Neuorientierung, sondern vor allem zur Vorbereitung einer neuen Kirchenverfassung, die verhängnisvolle Verflechtung von Staat und Kirche während des Nationalsozialismus und Spaltung der kirchlichen Gemeinden in Deutsche Christen und Reichsbischof auf der einen Seite und die in Opposition dazu stehenden Bekennende Kirche auf der anderen Seite überwinden sollte.

## Verlauf
Wenige Monate nach Kriegsende gab es in der diakonischen Einrichtung Hephata in Treysa ein Treffen von 120 evangelischen Kirchenführern. Der Bischof der Evangelischen Landeskirche in Württemberg, Theophil Wurm, als ältester Bischof einer „intakten Kirche“ hatte die Kirchenführer, vor allem aus dem Kreis der Bekennenden Kirche, zusammengerufen, um über eine Kirchenverfassung zu beraten. Hessen wurde dafür ausgewählt, weil es einerseits zentral und andererseits in der Amerikanischen Besatzungszone lag. Die Amerikaner waren einer solchen Versammlung gegenüber offener als die anderen Besatzungsmächte. Bischof Wurm erhoffte sich eine gemeinsame evangelische Kirche in Deutschland, nachdem unter dem Nationalsozialismus schon ein „Einigungswerk“ der evangelischen Kirchen begonnen hatte. Auf dieser Kirchenkonferenz, zu der er nur die Vertreter der Leitungen der Landeskirchen einlud, sollte eine von allen Kräften mit Ausnahme der Deutschen Christen getragene „Kirchenleitung in der Gesamtkirche“ entstehen.
Damit gilt die Konferenz als Geburtsstunde der EKD, des Zusammenschlusses von damals 28 Landeskirchen. Nach Kriegsende und Zusammenbruch der nationalsozialistischen Diktatur kam die Versammlung von Treysa 1945 zu dem Schluss, dass eine Neuordnung weder durch Wiederherstellung der Deutschen Evangelischen Kirche und ihrer diskreditierten Ämter noch in Anknüpfung an den 1922 in Wittenberg gegründeten Deutschen Evangelischen Kirchenbund (DEK) wegen fehlender arbeitsfähiger Organe möglich sei.
Schon im Vorfeld hatte sich in Frankfurt am Main auf Einladung von Martin Niemöller der Reichsbruderrat getroffen, auch weil zur Treysaer Konferenz nicht alle Mitglieder des Bruderrats eingeladen worden waren. Niemöller fürchtete ein Wiederaufleben der „restaurativ-konservativen Tendenzen“, die vor allem in den „intakten Landeskirchen“ schon immer sehr stark gewesen waren. In Treysa dagegen tagte der Lutherrat, und es wäre zu einer Proklamation der Evangelisch-lutherischen Kirche in Deutschland gekommen, wenn sich Wurm nicht schon vorher mit Niemöller verständigt hätte und gegen den Vorstoß des bayerischen Bischofs Hans Meiser ausgesprochen hätte.
Die Konferenz, die mit einem Gottesdienst begonnen hatte, endete nach vier Tagen, am 31. August 1945 mit dem Beschluss „Die Kirchenversammlung in Treysa beruft einen ‚Rat der Evangelischen Kirche in Deutschland‘“. Zudem wurde "Ein Wort an die Gemeinden" veröffentlicht, in dem der spätere Tenor des Stuttgarter Schuldbekenntnisses bereits vorgegriffen wurde:

„Wir klagen uns an, daß wir nicht mutiger bekannt, nicht treuer gebetet, nicht fröhlicher geglaubt und nicht brennender geliebt haben.“

Geplant war auch "Ein Wort an die Pfarrer", das jedoch aufgrund Uneinigkeit ein Entwurf blieb.

## Folgen
Erst auf der Kirchenversammlung von Treysa 1947 wurde nach vorangegangenen Differenzen zwischen Bruderrat und Lutherrat die gemeinsame Einschätzung erreicht, „dass die EKD ein Bund lutherischer, reformierter und unierter Kirchen ist“. Man einigte sich auf einen Konfessions-Proporz: „Der Rat der Evangelischen Kirche in Deutschland besteht aus zwölf Mitgliedern, davon sechs aus lutherischen, vier aus unierten und zwei aus reformierten Kirchengebieten.“ Zu ihnen zählten unter anderem Theophil Wurm als Vorsitzender, Martin Niemöller, Hans Meiser, Otto Dibelius, Hanns Lilje und Gustav Heinemann.
Der neu ernannte Rat der EKD verabschiedete einige Wochen später in Stuttgart das Stuttgarter Schuldbekenntnis, in dem die Kirchenleitung erstmals eine Mitschuld evangelischer Christen an den Verbrechen des Nationalsozialismus bekannte. Eine vollständige kirchliche Einheit konnte nicht erzielt werden.
Verabschiedet wurde die Grundordnung der EKD 1948 in Eisenach. Die einzelnen Landeskirchen sind selbständig; die EKD koordiniert jedoch das einheitliche Handeln der Landeskirchen, zwischen denen Kanzel- und Abendmahlsgemeinschaft besteht. Die Aufgaben der EKD liegen vor allem bei Fragen der öffentlichen Verantwortung der Kirche und bei den Außenbeziehungen.

## Einschätzungen
Karl Barth schrieb nach der Konferenz: „Die Masse derer, die in den zwölf Jahren wenig gelernt und auch wenig vergessen hatten, war in Treysa sehr zäh.“

## Teilnehmer
- Friedrich von Bodelschwingh der Jüngere
- Hermann Diem
- August Hinderer
- Karl Koch
- Hanns Lilje
- August Marahrens
- Hans Meiser
- Martin Niemöller
- Wilhelm Pressel
- Helmut Thielicke
- Theophil Wurm